# Optași, Olt
Optași este satul de reședință al comunei Optași-Măgura din județul Olt, Muntenia, România. Se află în partea de nord-est a județului, la contactul dintre Platforma Cotmeana și Câmpia Boian.
Localitatea are 750 de gospodării, este traversată de drumul european DN65 Pitești-Slatina și se află la 32 km față de municipiul Slatina și la 36 km față de municipiul Pitești.

## Personalități
- Ion Predescu senator, ministru, judecător